# Gasteracantha beccarii
Gasteracantha beccarii är en spindelart som beskrevs av Tord Tamerlan Teodor Thorell 1877. Gasteracantha beccarii ingår i släktet Gasteracantha och familjen hjulspindlar.
Artens utbredningsområde är Sulawesi. Inga underarter finns listade i Catalogue of Life.